# Yondo
Le Yondo ou le Ndoh, est une initiation en terre Sara qui constitue à éduquer des jeunes afin de les préparer à leur vie d’homme. Il est actuellement pratiqué dans le sud du Tchad.